# Moto électrique
Une moto électrique est une moto mue par un moteur électrique alimenté par une batterie (généralement lithium-ion).

## Modèles développés
- Alrendo TS Bravo (58 kW)[1]
- Arc (en) Vector (99 kW)[2]
- CAKE Kalk INK SL (10 kW)[3]
- CAKE Kalk& (10 kW)[4]
- Easy-Watts e-Roadster[5]
- Easy-Watts e-Roadster Max[6]
- Electric Motion EM Lite[7]
- Electric Motion EM Sport (5 kW)[8]
- Electric Motion Escape[9]
- Electric Motion Etrek (modèle arrêté)[10]
- Elmoto Loop (2 kW)[11]
- Energica Ego (100 kW)[12]
- Energica Eva (70 kW)[13]
- eRockit[14]
- Evoke 6061 (120 kW)[15]
- Harley-Davidson LiveWire (78 kW)[16]
- Horwin CR6 (6,2 kW)[17]
- Horwin CR6 Pro (11 kW)[18]
- Husqvarna EE 5 (5 kW)[19]
- IZH-SM1[20]
- Johammer J1.150 (16 kW)[21]
- KTM E-SM (16 kW)[22]
- KTM Freeride E-XC (18 kW)[23]
- KTM SX-E 5 (5 kW)[24]
- Lightning Strike (67 kW)[25]
- Pursang e-Track[26]
- Sur Ron Light Bee (5 kW)[27]
- Tacita Diabolika (25 kW)[28]
- Triumph TE-1 (130 kW)[29]
- Volta BCN City (25 kW)[30]
- Volta BCN Sport[31]
- Zero Motorcycles DS (44 kW)[32]
- Zero Motorcycles SR/F (82 kW)[33]

## Galerie

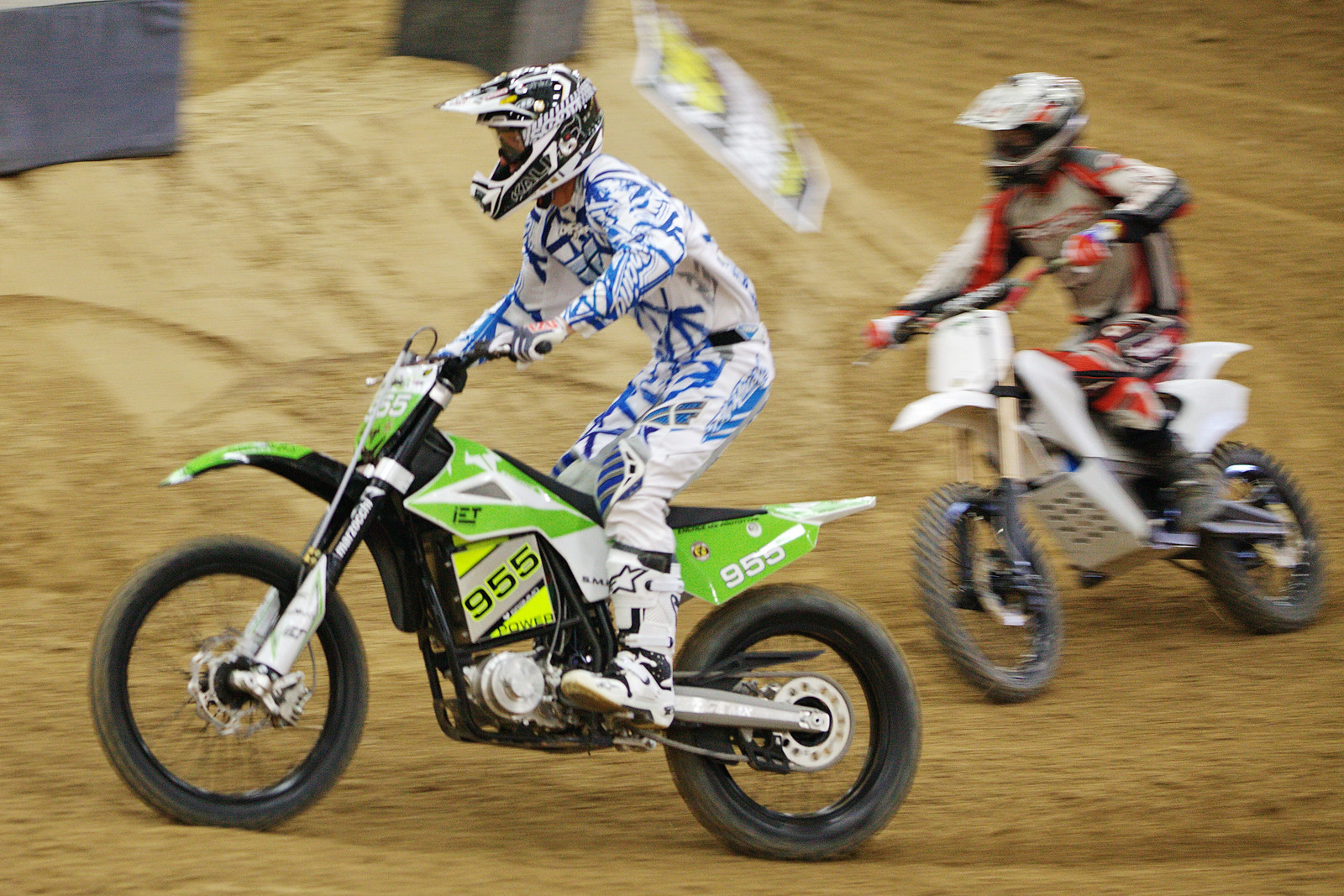
En moto-cross (2011).
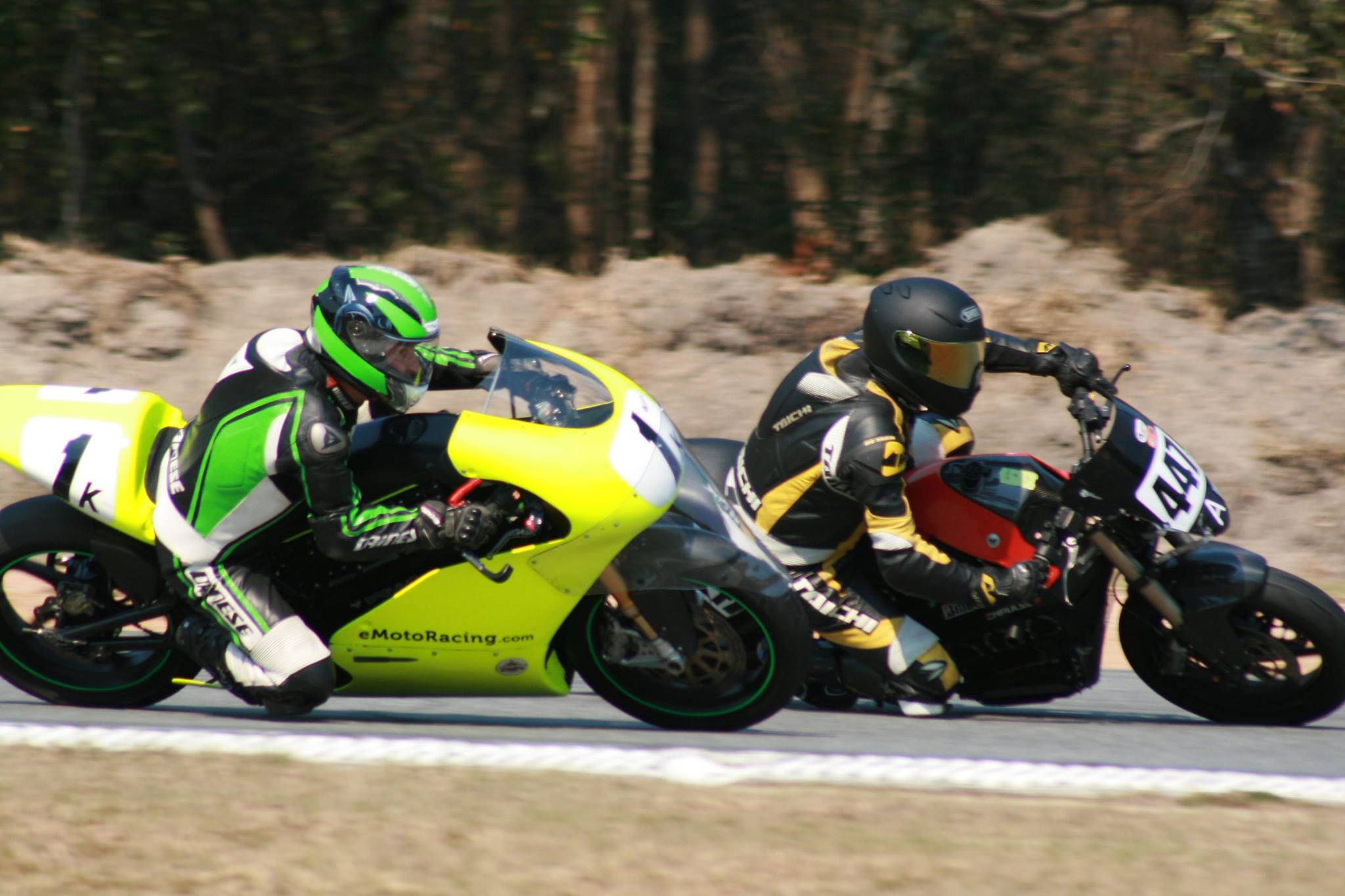
En moto routière.